# Гаель Ондуа
Гаель Ондуа (фр. Gaël Ondoua, нар. 4 листопада 1995) — камерунський футболіст, опорний півзахисник німецького клубу «Ганновер 96». Має російське громадянство.

## Біографія
Народився в Камеруні, але в молодому віці він переїхав з родиною до Росії, де його батько працював у посольстві. Там розпочав займатись футболом у клубі «Локомотив» (Москва). У жовтні 2012 року у складі «Локомотива» став переможцем Кубка РФС серед юнацьких команд 1995 року народження і найкращим бомбардиром турніру. Крім цього африканський футболіст залучався до тренувань з основним складом «Локомотива» при головному тренері Леоніді Кучуку, а також взяв участь в декількох контрольних матчах.
У квітні 2014 року перейшов у московський ЦСКА, де також виступав за молодіжну команду армійців. За основний склад ЦСКА футболіст провів одну гру — 24 вересня 2014 року він вийшов на заміну на 87-й хвилині матчу проти дзержинського «Хіміка» в 1/16 фіналу Кубка Росії 2014/15. Гра завершилася з рахунком 2:1 на користь армійців. У січні 2015 року Гаель Ондуа знаходився на перегляді в футбольному клубі «Сахалін» з другого російського дивізіону, проте контракт підписаний не був.
Влітку 2016 року Ондуа підписав річний контракт із «Вайле», за який провів 23 матчі у другому за рівнем дивізіоні Данії, після чого покинув клуб після закінчення терміну дії контракту влітку 2017 року.
У грудні 2017 року підписав контракт із луганською «Зорею», втім вже в березні, так і не зігравши жодної гри Ондуа у своєму профілі в Instagram написав, що через обставини, які від нього не залежать, за луганську команду він виступати не буде.
27 липня 2018 року підписав повноцінний контракт з «Анжі».

### Збірна
Незважаючи на те, що він грав у другому дивізіоні в Данії, в березні 2017 року був викликаний в національну збірну Камеруну, яка тільки місяць тому виграла Кубок африканських націй в п'ятий раз в історії країни. Однак футболіст відмовився дебютувати за збірну, оскільки сподівався представляти збірну Росії на чемпіонаті світу 2018 року. Тому він відклав своє рішення, яку країну він буде представляти на національному рівні до кінця 2017 року. Як заявив футболіст: «Я прожив у Росії з 10 років і почуваюся росіянином, але я народився і виріс у Камеруні і маю стосунки з обома країнами. Коли мені сказали, що я був викликаний до збірної Камеруну, я пишався. Але я повинен уважно подумати. У вас є тільки один шанс обрати збірну і якщо ви її вибрали, це назавжди. Я збираюся прийняти своє рішення цього року, але не зараз.»

## Особисте життя
У Гаеля є дружина і донька. Ондуа має як російське, так і камерунське громадянство, але сам каже, що почуває себе більше росіянином.